# Братя Грим (филм)
„Братя Грим“ (на английски: The Brothers Grimm) е американски филм от 2005 г. с режисьор Тери Гилиъм.
Филмът е сниман в Чехия и представлява едновременно приключенска комедия и фантастика, разказваща живота на известните немски разказвачи на приказки – Якоб и Вилхелм Грим. Филмът е участвал във филмовия фестивал във Венеция през 2005 г.

## Сюжет
Внимание:  Текстът по-долу разкрива сюжета на произведението (или части от него)!
Двамата братя Грим обикалят селата в немските територии, окупирани от Франция в средата на 19 век с цел да „помагат“ на местното население да се избави от духове и проклятия срещу заплащане. След като са се сдобили с подобаваща репутация, слуховете за техните възможности достигат и до френския генерал Делатомб, който решава да провери дали не са мошеници. Той ги изпраща в малко село, известно с това, че гората в местността е прокълната и в нея изчезват деца от селото. Според местна легенда в нея живее Огледалната кралица, покосена от чума преди 500 години, която краде децата, за да възвърне красотата си. Изправени пред дилемата да бъдат обесени от генерал Делатомб или да избавят децата от проклятието, братя Грим се впускат в авантюрата и се срещат лице в лице с кралицата.

## В ролите
- Мат Деймън – Вилхелм Грим
- Хийт Леджър – Якоб Грим
- Лина Хеди – Анджелика
- Моника Белучи – Огледалната кралица
- Джонатан Прайс – генерал Делатомб